# Ronnie MacGilvray
Ronald Gordon MacGilvray, nato Ronald Gordon Griffith, detto Ronnie (Poughkeepsie, 20 luglio 1930 – 11 febbraio 2007), è stato un cestista statunitense, professionista nella NBA.

## Carriera
Venne scelto dai Rochester Royals nel Draft NBA 1952. Giocò 6 partite nei Milwaukee Hawks nella stagione 1954-55, segnando 1,3 punti con 1,8 assist in 9,5 minuti di media.